# 園田オートレース場
園田オートレース場（そのだオートレースじょう）は、かつて兵庫県尼崎市に存在していたオートレース場である。

## 概要
オートレースの関西地区進出の嚆矢として開設されたのが本場である。
当初は芦屋に新規の走路を備えたオートレース場を開設する予定であったことから、暫定的に開設され1951年（昭和26年）10月5日に初開催された。
上記の通り、あくまでも仮のレース場であったため、園田競馬場内に併設するという形式が取られた。オートレース発祥の地である船橋オートレース場も当時は船橋競馬場内に併設されていたため、この形式自体はとりたてて特異というものではなかった。
開設にあたりレース場の審判やその他従事員が決定的に不足していたため、船橋オートレース場からの支援を受けての開催であったが、売り上げは振るわず、次回の開催が未定となるというアクシデントに見舞われるなどの幕開けだった。

## わずか1年4か月で廃止
1952年（昭和27年）2月、約4ヶ月ぶりに開催が行われたが、売り上げは初開催以上に落ち込んだ。更に、園田競馬場の関係者から「馬場が荒れる」という抗議が殺到した。
結局、その後レースが行われないまま、1953年（昭和28年）1月に廃止された。
その後、移転という形で甲子園オートレース場が新設されたが、こちらも早期に廃止に追い込まれた。